# Гіпотеза екваторіального термостата

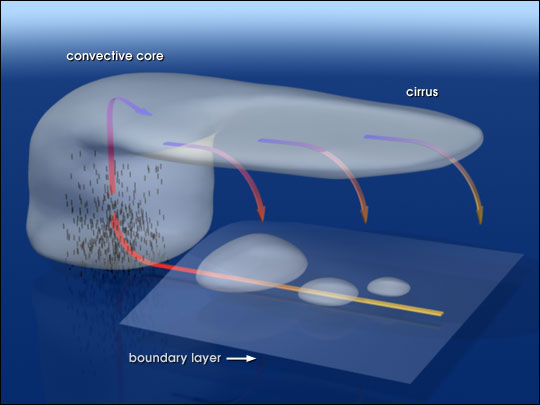
В гіпотезі тропічного термостата з підвищенням температури океану розвивається глибока конвекція (шторм) і створюється велике «ковадло», яке відбиває сонячну радіацію і стабілізує температуру океану (рис. - Robert Simmon)

Гіпотеза екваторіального термостата -  метеорологічна гіпотеза, яка намагається пояснити, чому максимальна температура океану на землі утримується в межах 300 oК.
У 1991 році Ramanathan і Collins запропонували гіпотезу  тропічного термостата, згідно з якою при підвищенні температури океану починає розвиватися глибока конвективна буря, яка викликає утворення великої стратифікованої хмарності у верхніх шарах  атмосфери. Вершини цих хмар відбивають сонячне випромінювання. В гіпотезі термостата негативний зворотній зв'язок обмежує максимальну температуру води на поверхні Землі. Гіпотеза експерименту була центральною темою досліджень в центральній екваторіальній частині Тихого океану CEPEX в 1993 році.